# آنا کاریچ
آنا کاریچ (انگلیسی: Ana Karić؛ ۱۳ مهٔ ۱۹۴۱ – ۹ اکتبر ۲۰۱۴) بازیگر اهل کرواسی بود. وی بین سال‌های ۱۹۶۱ تا ۲۰۱۳ میلادی فعالیت می‌کرد.
از فیلم‌ها یا برنامه‌های تلویزیونی که وی در آن نقش داشته‌است می‌توان به خانه، عفونت اشاره کرد.